# Bluffs
Bluffs es una villa ubicada en el condado de Scott en el estado estadounidense de Illinois. En el Censo de 2010 tenía una población de 715 habitantes y una densidad poblacional de 309,14 personas por km².

## Geografía
Bluffs se encuentra ubicada en las coordenadas 39°44′57″N 90°32′7″O / 39.74917, -90.53528. Según la Oficina del Censo de los Estados Unidos, Bluffs tiene una superficie total de 2.31 km², de la cual 2.31 km² corresponden a tierra firme y (0%) 0 km² es agua.

## Demografía
Según el censo de 2010, había 715 personas residiendo en Bluffs. La densidad de población era de 309,14 hab./km². De los 715 habitantes, Bluffs estaba compuesto por el 98.46% blancos, el 0.14% eran afroamericanos, el 0.28% eran amerindios, el 0.14% eran asiáticos, el 0% eran isleños del Pacífico, el 0.28% eran de otras razas y el 0.7% pertenecían a dos o más razas. Del total de la población el 0.28% eran hispanos o latinos de cualquier raza.